# Dermotherium
El dermoterio (Dermotherium) es un género extinto de lémures voladores, un pequeño grupo de mamíferos planeadores actualmente limitado al sudeste asiático. Se han descrito dos especies: D. major, del Eoceno superior de Tailandia, conocida a partir de un único fragmento del maxilar inferior, y D. chimaera, del Oligoceno superior de Tailandia, conocida a partir de tres fragmentos del maxilar inferior y dos molares superiores aisladas. Además, hay un molar superior aislado de la Oligoceno inferior de Pakistán que se ha asignado provisionalmente a D. chimaera. Se cree que todos los yacimientos donde se han encontrado fósiles de dermoterios corresponden a medios boscosos. Los dermoterios probablemente eran animales de bosque, igual que los lémures voladores de hoy en día, pero no se sabe si ya tenían las mismas adaptaciones por planear.

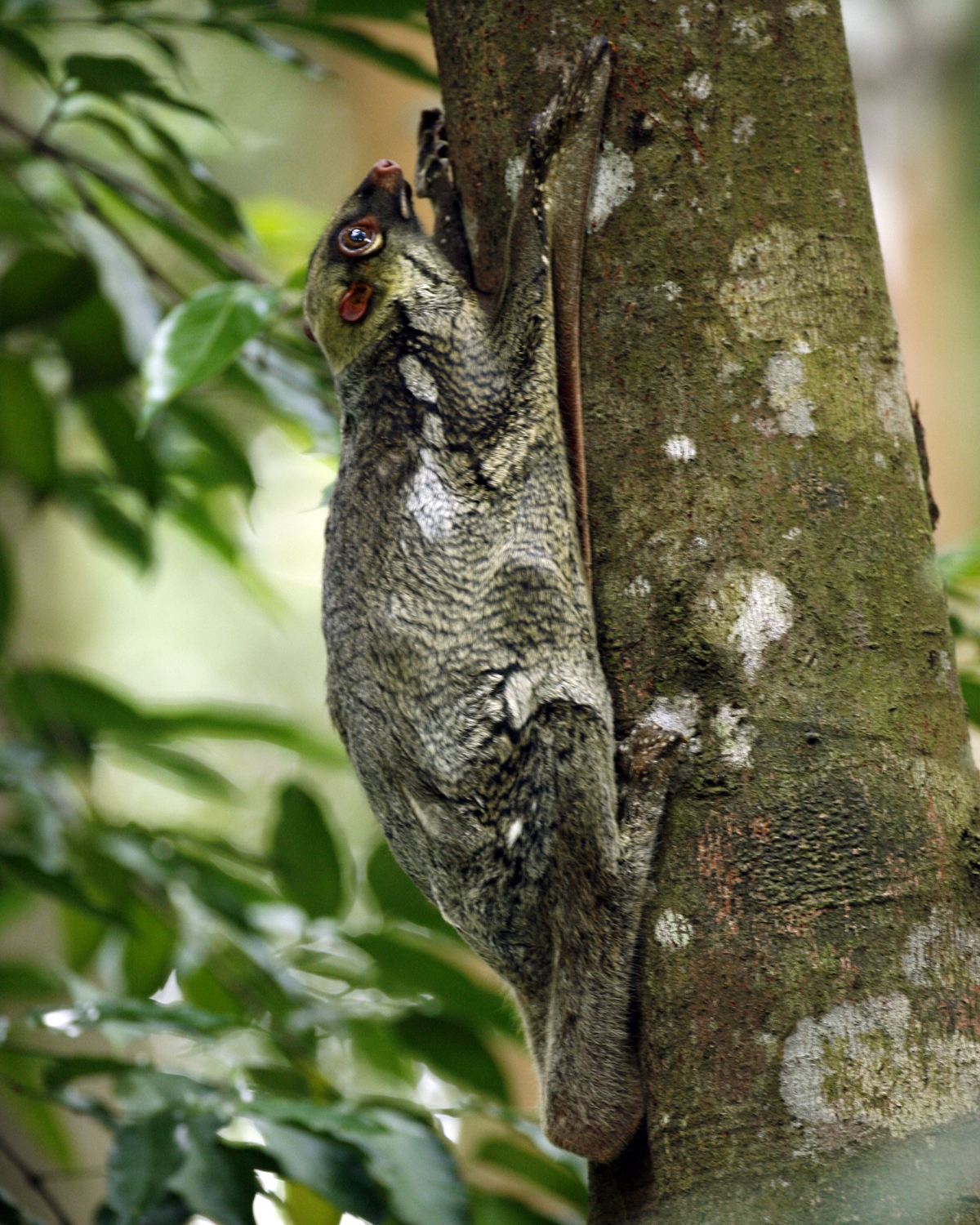
El lémur volador malai (Galeopterus variegatus) pariente cercano del dermoterio.

### Literatura citada
- Ducrocq, S.P.; Chaimanee, Y.; Suteethorn, V.; Jaeger, J.-J. (1995). «Mammalian faunas and the ages of the continental Tertiary fossiliferous localities from Thailand». Journal of Southeast Asian Earth Sciences 12 (1–2): 65-78. Bibcode:1995JAESc..12...65D. doi:10.1016/0743-9547(95)00021-6.

- Janečka, J.E.; Miller, W.; Pringle, T.H.; Wiens, F.; Zitzmann, A.; Helgen, K.M.; Springer, M.S.; Murphy, W.J. (2007). «Molecular and genomic data identify the closest living relative of primates» (PDF). Science 318 (5851): 792-794. Bibcode:2007Sci...318..792J. PMID 17975064. doi:10.1126/science.1147555.

- Marivaux, L.; Bocat, L.; Chaimanee, Y.; Jaeger, J. -J.; Marandat, B.; Srisuk, P.; Tafforeau, P.; Yamee, C. et al. (2006). «Cynocephalid dermopterans from the Palaeogene of South Asia (Thailand, Myanmar and Pakistan): Systematic, evolutionary and palaeobiogeographic implications». Zoologica Scripta 35 (4): 395-420. doi:10.1111/j.1463-6409.2006.00235.x.

- Marivaux, L.; Chaimanee, Y.; Tafforeau, P.; Jaeger, J.-J. (2006). «New strepsirrhine primate from the late Eocene of Peninsular Thailand (Krabi Basin)». American Journal of Physical Anthropology 130 (4): 425-434. PMID 16444732. doi:10.1002/ajpa.20376.

- Silcox, M.T.; Bloch, J.I.; Boyer, D.M.; Sargis, E.J. (2005). «Euarchonta (Dermoptera, Scandentia, Primates)».  En Rose, K.D.; Archibald, J.D, eds. The Rise of Placental Mammals. Baltimore: Johns Hopkins University Press. pp. 127–144. ISBN 978-0-8018-8022-3.

- Stafford, B.J. (2005). «Order Dermoptera».  En Wilson, D.E.; Reeder, D.M, eds. Mammal Species of the World: A Taxonomic and Geographic Reference (3rd edición). Baltimore: Johns Hopkins University Press. p. 110. ISBN 978-0-8018-8221-0.

- Stafford, B.J.; Szalay, F.S. (2000). «Craniodental functional morphology and taxonomy of dermopterans». Journal of Mammalogy 81 (2): 360-385. JSTOR 1383395. doi:10.1644/1545-1542(2000)081<0360:CFMATO>2.0.CO;2.

- Ungar, P.S. (2010). Mammal Teeth: Origin, Evolution, and Diversity. Baltimore: Johns Hopkins University Press. p. 304. ISBN 978-0-8018-9668-2.

- Welcomme, J.-L.; Benammi, M.; Crochet, J.-Y.; Marivaux, L.; Métais, G.; Antoine, P.-O.; Baloch, I. (2001). «Himalayan Forelands: palaeontological evidence for Oligocene detrital deposits in the Bugti Hills (Balochistan, Pakistan)». Geological Magazine 138 (4): 397-405. doi:10.1017/s0016756801005428.

- Datos: Q5262856